# 1 000 kilomètres de Hockenheim 1985
Les 1 000 kilomètres de Hockenheim 1985 (officiellement appelé le Duschfrisch 1000 km-Rennen), disputées le 14 juillet sur le Circuit d'Hockenheim, ont été la cinquième manche du Championnat du monde des voitures de sport 1985.

## La course

### Classement de la course
Voici le classement officiel au terme de la course,,.
- Les premiers de chaque catégorie du championnat du monde sont signalés par un fond jaune.
- Pour la colonne Pneus, il faut passer le curseur au-dessus du modèle pour connaître le manufacturier de pneumatiques.
- Les voitures ne réussissant pas à parcourir 75% de la distance du gagnant sont non classées (NC).

| Pos  | Classe | no  | Écurie                              | Pilotes                                                  | Châssis                             | Pneus | Tours | Temps                                 |
| Pos  | Classe | no  | Écurie                              | Pilotes                                                  | Moteur                              | Pneus | Tours | Temps                                 |
| ---- | ------ | --- | ----------------------------------- | -------------------------------------------------------- | ----------------------------------- | ----- | ----- | ------------------------------------- |
| 1    | C1     | 2   | Rothmans Porsche                    | Hans-Joachim Stuck Derek Bell                            | Porsche 962C                        | D     | 147   | 5 h 23 min 0 s 680                    |
| 1    | C1     | 2   | Rothmans Porsche                    | Hans-Joachim Stuck Derek Bell                            | Porsche Type-935 2,6 l Flat-6 Turbo | D     | 147   | 5 h 23 min 0 s 680                    |
| 2    | C1     | 18  | Brun Motorsport                     | Oscar Larrauri Massimo Sigala                            | Porsche 956                         | D     | 147   | + 39 s 910                            |
| 2    | C1     | 18  | Brun Motorsport                     | Oscar Larrauri Massimo Sigala                            | Porsche Type-935 2,6 l Flat-6 Turbo | D     | 147   | + 39 s 910                            |
| 3    | C1     | 7   | New Man Joest Racing                | Klaus Ludwig Paolo Barilla                               | Porsche 956B                        | D     | 145   | + 2 tours                             |
| 3    | C1     | 7   | New Man Joest Racing                | Klaus Ludwig Paolo Barilla                               | Porsche Type-935 2,6 l Flat-6 Turbo | D     | 145   | + 2 tours                             |
| 4    | C1     | 5   | Martini Lancia                      | Mauro Baldi Bob Wollek                                   | Lancia LC2                          | M     | 145   | + 2 tours                             |
| 4    | C1     | 5   | Martini Lancia                      | Mauro Baldi Bob Wollek                                   | Ferrari 308C 3,0 l V8 Turbo         | M     | 145   | + 2 tours                             |
| 5    | C1     | 14  | Richard Lloyd Racing                | Jonathan Palmer David Hobbs                              | Porsche 956GTi                      | G     | 143   | + 4 tours                             |
| 5    | C1     | 14  | Richard Lloyd Racing                | Jonathan Palmer David Hobbs                              | Porsche Type-935 2,6 l Flat-6 Turbo | G     | 143   | + 4 tours                             |
| 6    | C1     | 20  | Brun Motorsport                     | Walter Brun Gerhard Berger                               | Porsche 956                         | D     | 142   | + 5 tours                             |
| 6    | C1     | 20  | Brun Motorsport                     | Walter Brun Gerhard Berger                               | Porsche Type-935 2,6 l Flat-6 Turbo | D     | 142   | + 5 tours                             |
| 7    | C1     | 26  | Obermaier Racing Team               | Jürgen Lässig Jesús Pareja Hervé Regout                  | Porsche 956                         | G     | 136   | + 11 tours                            |
| 7    | C1     | 26  | Obermaier Racing Team               | Jürgen Lässig Jesús Pareja Hervé Regout                  | Porsche Type-935 2,6 l Flat-6 Turbo | G     | 136   | + 11 tours                            |
| 8    | C2     | 79  | Ecurie Ecosse                       | Ray Mallock Mike Wilds David Leslie                      | Ecosse C285                         | A     | 134   | + 13 tours                            |
| 8    | C2     | 79  | Ecurie Ecosse                       | Ray Mallock Mike Wilds David Leslie                      | Ford Cosworth DFV 3,0 l V8 Atmo     | A     | 134   | + 13 tours                            |
| 9    | C2     | 70  | Spice Engineering                   | Gordon Spice Ray Bellm                                   | Spice-Tiga GC85                     | A     | 132   | + 15 tours                            |
| 9    | C2     | 70  | Spice Engineering                   | Gordon Spice Ray Bellm                                   | Ford Cosworth DFL 3,3 l V8 Atmo     | A     | 132   | + 15 tours                            |
| 10   | C2     | 80  | Carma F.F.                          | Carlo Facetti Martino Finotto Lucio Cesario (pl)         | Alba AR6                            | A     | 131   | + 16 tours                            |
| 10   | C2     | 80  | Carma F.F.                          | Carlo Facetti Martino Finotto Lucio Cesario (pl)         | Carma FF 1,9 l I4 Turbo             | A     | 131   | + 16 tours                            |
| 11   | B      | 151 | Helmut Gall                         | Helmut Gall Uwe Reich (de) Edgar Dören                   | BMW M1                              | D     | 125   | + 22 tours                            |
| 11   | B      | 151 | Helmut Gall                         | Helmut Gall Uwe Reich (de) Edgar Dören                   | BMW M88 3,5 l I6 Atmo               | D     | 125   | + 22 tours                            |
| 12   | B      | 153 | Bauerle Farben Team                 | Rolf Göring Michael Krankenberg Claude Haldi             | BMW M1                              | D     | 122   | + 25 tours                            |
| 12   | B      | 153 | Bauerle Farben Team                 | Rolf Göring Michael Krankenberg Claude Haldi             | BMW M88 3,5 l I6 Atmo               | D     | 122   | + 25 tours                            |
| 13   | C2     | 88  | Ark Racing                          | David Andrews Max Payne                                  | Ceekar 83J                          | A     | 119   | + 28 tours                            |
| 13   | C2     | 88  | Ark Racing                          | David Andrews Max Payne                                  | Ford Cosworth BDX 2,0 l I4 Atmo     | A     | 119   | + 28 tours                            |
| 14   | C2     | 90  | Jens Winther Denmark                | Jens Winther David Mercer Martin Birrane (en)            | URD C83                             | A     | 118   | + 29 tours                            |
| 14   | C2     | 90  | Jens Winther Denmark                | Jens Winther David Mercer Martin Birrane (en)            | BMW M88 3,5 l I6 Atmo               | A     | 118   | + 29 tours                            |
| 15   | B      | 158 | Vogelsung Automobile GmbH           | Harald Grohs Kurt König (de)                             | BMW M1                              | A     | 109   | + 38 tours                            |
| 15   | B      | 158 | Vogelsung Automobile GmbH           | Harald Grohs Kurt König (de)                             | BMW M88 3,5 l I6 Atmo               | A     | 109   | + 38 tours                            |
| 16   | C2     | 100 | Chevron Racing John Bartlett Racing | Richard Jones (en) Robin Smith (en) Max Cohen-Olivar     | Chevron B62                         | A     | 96    | + 51 tours                            |
| 16   | C2     | 100 | Chevron Racing John Bartlett Racing | Richard Jones (en) Robin Smith (en) Max Cohen-Olivar     | Ford Cosworth DFL 3,3 l V8 Atmo     | A     | 96    | + 51 tours                            |
| NC   | C1     | 46  | Kumsan Tiger Team Derichs Rennwagen | Harald Becker (de) Jan Thoelke (de)                      | Zakspeed C1/8                       | G     | 77    | + 70 tours                            |
| NC   | C1     | 46  | Kumsan Tiger Team Derichs Rennwagen | Harald Becker (de) Jan Thoelke (de)                      | Ford Cosworth DFL 4,0 l V8 Atmo     | G     | 77    | + 70 tours                            |
| NC   | C2     | 99  | Roy Baker Promotions                | Mike Kimpton Roy Baker Paul Smith (de)                   | Tiga GC284                          | A     | 72    | + 75 tours                            |
| NC   | C2     | 99  | Roy Baker Promotions                | Mike Kimpton Roy Baker Paul Smith (de)                   | Ford Cosworth BDT 1,8 l I4 Turbo    | A     | 72    | + 75 tours                            |
| Abd. | C1     | 4   | Martini Lancia                      | Riccardo Patrese Alessandro Nannini                      | Lancia LC2                          | M     | 143   | Panne sèche                           |
| Abd. | C1     | 4   | Martini Lancia                      | Riccardo Patrese Alessandro Nannini                      | Ferrari 308C 3,0 l V8 Turbo         | M     | 143   | Panne sèche                           |
| Abd. | C1     | 1   | Rothmans Porsche                    | Jochen Mass Jacky Ickx                                   | Porsche 962C                        | D     | 122   | Turbo                                 |
| Abd. | C1     | 1   | Rothmans Porsche                    | Jochen Mass Jacky Ickx                                   | Porsche Type-935 2,6 l Flat-6 Turbo | D     | 122   | Turbo                                 |
| Abd. | C1     | 34  | Cosmik Racing Promotion             | Christian Danner Costas Los Mikael Nabrink               | March 84G                           | Y     | 118   | Pression d'essence                    |
| Abd. | C1     | 34  | Cosmik Racing Promotion             | Christian Danner Costas Los Mikael Nabrink               | Porsche Type-956 2,6 l Flat-6 Turbo | Y     | 118   | Pression d'essence                    |
| Abd. | C1     | 19  | Brun Motorsport                     | Stefan Bellof Thierry Boutsen                            | Porsche 956B                        | D     | 99    | Panne sèche                           |
| Abd. | C1     | 19  | Brun Motorsport                     | Stefan Bellof Thierry Boutsen                            | Porsche Type-935 2,6 l Flat-6 Turbo | D     | 99    | Panne sèche                           |
| Abd. | C1     | 9   | Porsche Kremer Racing               | Manfred Winkelhock Marc Surer                            | Porsche 962C                        | G     | 86    | Feu d'essence                         |
| Abd. | C1     | 9   | Porsche Kremer Racing               | Manfred Winkelhock Marc Surer                            | Porsche Type-935 2,6 l Flat-6 Turbo | G     | 86    | Feu d'essence                         |
| Abd. | C2     | 81  | Carma F.F.                          | Marco Vanoli (de) Jean-Pierre Frey                       | Alba AR2                            | A     | 81    | Boite de vitesses                     |
| Abd. | C2     | 81  | Carma F.F.                          | Marco Vanoli (de) Jean-Pierre Frey                       | Carma FF 1,9 l I4 Turbo             | A     | 81    | Boite de vitesses                     |
| Abd. | C2     | 72  | Sachs-Sporting                      | Günther Gebhardt (de) Jo Gartner Miroslav Adámek         | Gebhardt JC843                      | A     | 75    | Boite de vitesses                     |
| Abd. | C2     | 72  | Sachs-Sporting                      | Günther Gebhardt (de) Jo Gartner Miroslav Adámek         | Ford Cosworth DFV 3,0 l V8 Atmo     | A     | 75    | Boite de vitesses                     |
| Abd. | C2     | 105 | Jens Nakjaer                        | Jens Nakjaer Holger Knudsen                              | Nakjaer                             | A     | 59    | Moteur                                |
| Abd. | C2     | 105 | Jens Nakjaer                        | Jens Nakjaer Holger Knudsen                              | BMW 3,2 l I6 Atmo                   | A     | 59    | Moteur                                |
| Abd. | C1     | 8   | New Man Joest Racing                | Volker Weidler "John Winter" Franz Konrad                | Porsche 956                         | D     | 55    | Accident                              |
| Abd. | C1     | 8   | New Man Joest Racing                | Volker Weidler "John Winter" Franz Konrad                | Porsche Type-935 2,6 l Flat-6 Turbo | D     | 55    | Accident                              |
| Abd. | C1     | 10  | Porsche Kremer Racing               | Klaus Niedzwiedz Kees Kroesemeijer (de)                  | Porsche 956                         | G     | 55    | Pompe à huile de la boite de vitesses |
| Abd. | C1     | 10  | Porsche Kremer Racing               | Klaus Niedzwiedz Kees Kroesemeijer (de)                  | Porsche Type-935 2,6 l Flat-6 Turbo | G     | 55    | Pompe à huile de la boite de vitesses |
| Abd. | C2     | 98  | Roy Baker Promotions                | Thorkild Thyrring Will Hoy                               | Tiga GC284                          | A     | 54    | Entraînement d'arbre à cames          |
| Abd. | C2     | 98  | Roy Baker Promotions                | Thorkild Thyrring Will Hoy                               | Ford Cosworth BDT 1,8 l I4 Turbo    | A     | 54    | Entraînement d'arbre à cames          |
| Abd. | C2     | 104 | Ecurie Blanchet Locatop             | Hubert Striebig Michel Dubois Noël del Bello (de)        | Rondeau M379C                       | A     | 38    | Arbre de transmission                 |
| Abd. | C2     | 104 | Ecurie Blanchet Locatop             | Hubert Striebig Michel Dubois Noël del Bello (de)        | Ford Cosworth DFV 3,0 l V8 Atmo     | A     | 38    | Arbre de transmission                 |
| Abd. | C2     | 82  | Grifo Autoracing                    | Paolo Giangrossi (pl) Pasquale Barberio Maurizio Gellini | Alba AR3                            | D     | 36    | Moteur                                |
| Abd. | C2     | 82  | Grifo Autoracing                    | Paolo Giangrossi (pl) Pasquale Barberio Maurizio Gellini | Ford Cosworth DFL 3,3 l V8 Atmo     | D     | 36    | Moteur                                |
| Abd. | GTX    | 171 | Victor Racing Team                  | "Victor" Luigi Taverna Angelo Pallavicini (de)           | Porsche 935                         | D     | 31    | Moteur                                |
| Abd. | GTX    | 171 | Victor Racing Team                  | "Victor" Luigi Taverna Angelo Pallavicini (de)           | Porsche Type-930 3,2 l Flat-6 Turbo | D     | 31    | Moteur                                |
| Abd. | C2     | 74  | Team Labatt's                       | Manuel Reuter Frank Jelinski John Graham                 | Gebhardt JC853                      | A     | 24    | Pression d'essence                    |
| Abd. | C2     | 74  | Team Labatt's                       | Manuel Reuter Frank Jelinski John Graham                 | Ford Cosworth DFV 3,0 l V8 Atmo     | A     | 24    | Pression d'essence                    |
| Abd. | C2     | 93  | Automobiles Louis Descartes         | Louis Descartes Jacques Heuclin                          | ALD 01                              | A     | 21    | Boite de vitesses                     |
| Abd. | C2     | 93  | Automobiles Louis Descartes         | Louis Descartes Jacques Heuclin                          | BMW M88 3,5 l I6 Atmo               | A     | 21    | Boite de vitesses                     |
| Abd. | C1     | 23  | Cheetah Automobiles Switzerland     | John Cooper Tiff Needell                                 | Cheetah G604                        | D     | 9     | Piston                                |
| Abd. | C1     | 23  | Cheetah Automobiles Switzerland     | John Cooper Tiff Needell                                 | Aston Martin-Tickford 5,3 l V8 Atmo | D     | 9     | Piston                                |
| Abd. | C2     | 102 | Motorsportclub Wassenburg           | Martin Wagenstetter Kurt Hild                            | Lotec C302                          | D     | 9     | Pression d'essence                    |
| Abd. | C2     | 102 | Motorsportclub Wassenburg           | Martin Wagenstetter Kurt Hild                            | Ford Cosworth DFV 3,0 l V8 Atmo     | D     | 9     | Pression d'essence                    |
| Nq.  | C2     | 97  | Strandell Motors                    | Stanley Dickens Martin Schanche                          | Strandell 85                        | A     | -     |                                       |
| Nq.  | C2     | 97  | Strandell Motors                    | Stanley Dickens Martin Schanche                          | Porsche Type-934 3,3 l Flat-6 Turbo | A     | -     |                                       |

## Pole position et record du tour
- Pole position :  Jochen Mass (#1 Rothmans Porsche) en 1 min 55 s 180
- Meilleur tour en course :  Stefan Bellof (#19 Brun Motorsport) en 2 min 00 s 660

## À noter
- Longueur du circuit : 6,797 km
- Distance parcourue par les vainqueurs : 999,218 km